# Anna Tylusińska-Kowalska
Anna Maria Tylusińska-Kowalska – polska italianistka, literaturoznawczyni, kulturolożka, profesor nauk humanistycznych, wykładowczyni Wydziału Lingwistyki Stosowanej Uniwersytetu Warszawskiego.

## Życiorys
Prowadzi badania z zakresu historycznych kontaktów polsko-włoskich na polu kultury i literatury, literatury włoskiej XIX w., a także włoskiego Risorgimenta. Publikacje z zakresu teorii autobiografii otworzyły przestrzeń do współpracy z Philippem Lejeune’m. Jest autorką podręczników do nauki języka włoskiego Ciao, a także przekładów z dziedziny filozofii, antropologii, przekładów technicznych.
Jako laureatka konkursu języka francuskiego została przyjęta bez egzaminu wstępnego na Uniwersytet Warszawski, gdzie w 1977 ukończyła z wyróżnieniem Instytut Romanistyki. W latach 1978–1982 odbyła studia doktoranckie. Na etacie starszej asystentki od 1 lutego 1982. W 1987 obroniła doktorat Recepcja włoskiej literatury romantycznej na ziemiach polskich w latach 1823–1863 napisany pod kierunkiem prof. Joanny Ugniewskiej. Od 1983 jako adiunkt. W 2001 uzyskała stopień doktora habilitowanego na podstawie monografii Imparare dal vivo. La scrittura memorialistica italiana romantico-risorgimentale. Od 2000 profesor UW, od 2002 profesor nadzwyczajna. W 2014 uzyskała tytuł naukowy profesora. Pełniła liczne funkcje, m.in. dyrektora Instytutu Kulturologii i Lingwistyki Antropocentrycznej UW (2010–2012) oraz Prodziekan ds. Badań Naukowych i Współpracy z Zagranicą (kadencja 2016–2020). Wypromowała sześcioro doktorów.
W 2012 ukazała się nakładem wydawnictwa Lussografica we Włoszech monografia Viaggiatori polacchi in Sicilia e a Malta tra Cinquecento e Ottocento, Na rynek polski w 2011 trafiła redagowana przez nią antologia tekstów i zbiór esejów poświęconych współczesnym pisarzom sycylijskim. Współpracuje na stałe z włoskim pismem literackim La Rassegna della letteratura italiana, jest członkinią Komitetu naukowego „Kwartalnika neofilologicznego”, a także wydawnictwa Le scritture della buona vita, w Katanii.
Otrzymywała stypendia naukowe rządu włoskiego (1983, 1988, 1991) oraz trzykrotnie Stypendium Rektora UW (2002–2006). W 2018 została odznaczona Złotym Krzyżem Zasługi „za zasługi w działalności na rzecz rozwoju nauki”.

## Wybrane publikacje
- Imparare dal vivo: la scrittura autobiografica italiana romantico-risorgimentale: approccio allo studio intertestuale, Warszawa: Wydział Neofilologii. Katedra Italianistyki Uniwersytetu Warszawskiego, 1999.
- L’Italia del Risorgimento: storia, letteratura e cultura 1831–1861, Warszawa: Wyd. Katedry Italianistyki UW, 2002.
- Literacki pejzaż Sycylii: Leonardo Sciascia, Gesualdo Bufalino(inne języki), Vincenzo Consolo(inne języki), Luisa Adorno(inne języki), Matteo Collura(inne języki) (red.), Warszawa: Wydawnictwo Dig, 2011.
- Viaggiatori polacchi in Sicilia e Malta tra Cinquecento e Ottocento, Sicilia: Edizioni Lussografica, 2012.